# Râul Godinești
Râul Godinești este un curs de apă, afluent al râului Berheci. 